# Баранов, Александр Андреевич (актёр)
Алекса́ндр Андре́евич Бара́нов (21 июля 1914—16 июня 1995) — советский актёр, актёр озвучивания.

## Биография
В 1935—1938 годах учился в Театральной школе при театре имени Вс. Мейерхольда.
Актёр Новосибирского театра «Красный факел» (1932—1935), Сталинабадской киностудии и Творческой мастерской С. И. Юткевича при киностудии «Союздетфильм» (1939—1941). Участник Великой Отечественной войны.
Актёр Театра-студии Киноактёра (1946—1951), артист разговорного жанра в Московском цирковом объединении «Цирк на сцене» (1951—1952), актёр Центральной киностудии имени М. Горького (1952—1962).
Снимался в кино, работал на радио, выступал на эстраде. Как звукооформитель и звукоподражатель участвовал в создании около 300 мультфильмов.
Скончался на 81-м году жизни в 1995 году.

## Семья
- Жена — Тамара Прохоровна Баранова;
  - Дочь Леонилла.

## Фильмография
| Год  |   | Название                                                        | Роль                                          |
| ---- | - | --------------------------------------------------------------- | --------------------------------------------- |
| 1988 | ф | На помощь, братцы!                                              | эпизод                                        |
| 1975 | ф | Цемент (ТВ)                                                     | Имя персонажа не указано                      |
| 1970 | ф | Моя улица                                                       | эпизод                                        |
| 1967 | ф | Измена                                                          | Шимкунас                                      |
| 1966 | ф | Скверный анекдот                                                | гость                                         |
| 1966 | ф | Волшебная лампа Аладдина                                        | Мудрец (нет в титрах)                         |
| 1965 | ф | Сквозь ледяную мглу                                             | эпизод                                        |
| 1961 | ф | Дерсу Узала                                                     | член отряда, стрелок                          |
| 1960 | ф | Марья-искусница                                                 | пират                                         |
| 1960 | ф | Привидения в замке Шпессарт / Spukschloß im Spessart, Das (ФРГ) | привидение Йокель (дубляж)                    |
| 1960 | ф | Мать Иоанна от ангелов / Matka Joanna od aniołów (Польша)       | Ордын (дубляж)                                |
| 1959 | ф | Так держать, медсестра! / Carry on Nurse (Великобритания)       | дубляж                                        |
| 1959 | ф | Фома Гордеев                                                    | Ефим, капитан                                 |
| 1958 | ф | Ветер                                                           | поручик                                       |
| 1957 | ф | Цель его жизни                                                  | начальник геологической партии (нет в титрах) |
| 1957 | ф | Тайны мудрого рыболова                                          | Василий Иванович                              |
| 1956 | ф | Тень (Кто он?) / Cien                                           | дубляж                                        |
| 1951 | ф | Тарас Шевченко                                                  | Потапов, офицер                               |
| 1951 | ф | Незабываемый 1919 год                                           | эпизод (нет в титрах)                         |
| 1950 | ф | В мирные дни                                                    | лейтенант (нет в титрах)                      |
| 1947 | ф | Повесть о «Неистовом»                                           | Градов                                        |
| 1943 | ф | Два бойца                                                       | эпизод (нет в титрах)                         |
| 1942 | ф | Парень из нашего города                                         | танкист (нет в титрах)                        |
| 1941 | ф | Боевой киносборник №7                                           | нет в титрах                                  |
| 1941 | ф | Боевой киносборник №4 (фильм Патриотка)                         | командир танка (нет в титрах)                 |
| 1941 | ф | В тылу врага                                                    | лейтенант Красной Армии                       |
| 1940 | ф | Яков Свердлов                                                   | матрос                                        |
| 1940 | ф | Случай в вулкане                                                | лётчик                                        |
| 1940 | ф | На дальней заставе                                              | Семен Ярцев                                   |
| 1940 | ф | Гибель «Орла»                                                   | матрос «Камбалы» (нет в титрах)               |

## Озвучивание мультфильмов
| Год  |    | Название                                 | Роль                                       |
| ---- | -- | ---------------------------------------- | ------------------------------------------ |
| 1988 | мф | Седой медведь                            | шумовое оформление (рычание медведей)      |
| 1988 | мф | Ограбление по… (новая редакция)          | Имя персонажа не указано                   |
| 1985 | мф | Между небом и землёй                     | Имя персонажа не указано                   |
| 1985 | мф | Петушишка                                | Имя персонажа не указано                   |
| 1984 | мф | Возвращение блудного попугая             | кот (голосовые эффекты)                    |
| 1982 | мф | У попа была собака                       | шумовое оформление (звуки животных)        |
| 1982 | мф | Сверчок                                  | Ёжик                                       |
| 1982 | мф | Рыбья упряжка                            | Имя персонажа не указано                   |
| 1981 | мф | Приходи на каток                         | хоккеисты «Метеора»                        |
| 1981 | мф | Пёс в сапогах                            | шумовое оформление (Пёс, лай собак)        |
| 1981 | мф | Тигрёнок на подсолнухе                   | шумовое оформление (звуки животных)        |
| 1981 | мф | Лень                                     | Медведь                                    |
| 1981 | мф | В тусклом царстве, в сером государстве   | Имя персонажа не указано                   |
| 1980 | мф | Первый автограф                          | шумовое оформление                         |
| 1979 | мф | Пациент с бутылкой                       | шумовое оформление                         |
| 1979 | мф | Ох, отдохнул                             | Имя персонажа не указано                   |
| 1979 | мф | Жирна ли добыча?                         | шумовое оформление (звуки животных)        |
| 1978 | мф | Ограбление по…                           | шумовое оформление                         |
| 1978 | мф | Наш друг Пишичитай (Выпуск 2)            | Лев                                        |
| 1978 | мф | Талант и поклонники                      | шумовое оформление                         |
| 1978 | мф | Последняя невеста Змея Горыныча          | Слуги                                      |
| 1978 | мф | Лесные сказки. Фильм первый (ТВ)         | Имя персонажа не указано                   |
| 1976 | мф | Опасно для жизни (Фитиль № 174)          | строители (голосовые эффекты)              |
| 1976 | мф | Утренняя песенка                         | Медведь                                    |
| 1976 | мф | Раздобыл заяц магнитофон                 | Имя персонажа не указано                   |
| 1976 | мф | Заяц, Скрип и скрипка                    | Имя персонажа не указано                   |
| 1976 | мф | Котёнок по имени Гав (сериал, 1976–1982) | Пёс (выпуски 1—2, 5)                       |
| 1975 | мф | Наследство волшебника Бахрама            | шумовое оформление (корова)                |
| 1975 | мф | Волшебный мешочек (ТВ)                   | Имя персонажа не указано                   |
| 1975 | мф | Бевенджик                                | шумовое оформление                         |
| 1975 | мф | Алдар-Косе                               | Имя персонажа не указано                   |
| 1973 | мф | Западня (Фитиль № 137)                   | браконьер / инспектор лесонадзора Степанов |
| 1972 | мф | В гостях у лета                          | шумовое оформление                         |
| 1972 | мф | Фока — на все руки дока                  | жених-вояка (в титрах не указан)           |
| 1972 | мф | Бездомный Конгурджа                      | Волк                                       |
| 1971 | мф | Только для взрослых. Выпуск 1            | шумовое оформление                         |
| 1971 | мф | Чужие следы                              | Имя персонажа не указано                   |
| 1971 | мф | Калейдоскоп-71. По грибы                 | шумовое оформление                         |
| 1971 | мф | Без этого нельзя                         | пёс                                        |
| 1970 | мф | Метеор на ринге                          | шумовое оформление                         |
| 1970 | мф | Весёлая карусель №2. Небылицы            | читает текст (вместе с В. Ливановым)       |
| 1970 | мф | Внимание! Волки!                         | шумовое оформление                         |
| 1969 | мф | Есть ли жизнь на Марсе? (Фитиль № 80)    | милиционер                                 |
| 1969 | мф | В стране невыученных уроков              | Русский Язык, Арифметика                   |
| 1968 | мф | Матч-реванш                              | шумовое оформление (в титрах не указан)    |
| 1968 | мф | Старые заветы                            | шумовое оформление                         |
| 1968 | мф | Орлёнок                                  | Белый генерал (часть реплик)               |
| 1967 | мф | Колумб причаливает к берегу              | бармен                                     |
| 1967 | мф | Лишние люди (Фитиль № 53)                | начальник                                  |
| 1966 | мф | Самый, самый, самый, самый               | Лев-отец                                   |
| 1964 | мф | Топтыжка                                 | шумовое оформление                         |
| 1964 | мф | Следы на асфальте                        | Пёс                                        |
| 1964 | мф | Кто поедет на выставку?                  | Имя персонажа не указано                   |
| 1963 | мф | Хочу быть отважным                       | Бегемот-продавец                           |
| 1963 | мф | Акционеры                                | Имя персонажа не указано                   |
| 1962 | мф | Баня                                     | Имя персонажа не указано                   |
| 1962 | мф | Кто сказал «мяу»?                        | Пёс                                        |
| 1960 | мф | Человечка нарисовал я                    | военный, ловивший мыльный пузырь           |
| 1959 | мф | Пересолил                                | станционный смотритель                     |
| 1959 | мф | Приключения Буратино                     | Карабас-Барабас                            |